# Chinamiris
Chinamiris is een geslacht van wantsen uit de familie van de Miridae (Blindwantsen). Het geslacht werd voor het eerst wetenschappelijk beschreven door Woodward in 1950.

## Soorten
Het genus bevat de volgende soorten:

- Chinamiris acutospinosus Eyles & Carvalho, 1991
- Chinamiris aurantiacus Eyles & Carvalho, 1991
- Chinamiris brachycerus Eyles & Carvalho, 1991
- Chinamiris citrinus Eyles & Carvalho, 1991
- Chinamiris cumberi Eyles & Carvalho, 1991
- Chinamiris daviesi Eyles & Carvalho, 1991
- Chinamiris dracophylloides Eyles & Carvalho, 1991
- Chinamiris elongatus Eyles & Carvalho, 1991
- Chinamiris fascinans Eyles & Carvalho, 1991
- Chinamiris guttatus Eyles & Carvalho, 1991
- Chinamiris hamus Eyles & Carvalho, 1991
- Chinamiris indeclivis Eyles & Carvalho, 1991
- Chinamiris juvans Eyles & Carvalho, 1991
- Chinamiris laticinctus (Walker, 1873)
- Chinamiris marmoratus Eyles & Carvalho, 1991
- Chinamiris minutus Eyles & Carvalho, 1991
- Chinamiris muehlenbeckiae Woodward, 1950
- Chinamiris niculatus Eyles & Carvalho, 1991
- Chinamiris nigrifrons Eyles & Carvalho, 1991
- Chinamiris opacus Eyles & Carvalho, 1991
- Chinamiris ovatus Eyles & Carvalho, 1991
- Chinamiris punctatus Eyles & Carvalho, 1991
- Chinamiris quadratus Eyles & Carvalho, 1991
- Chinamiris rufescens Eyles & Carvalho, 1991
- Chinamiris secundus Eyles & Carvalho, 1991
- Chinamiris testaceus Eyles & Carvalho, 1991
- Chinamiris unicolor Eyles & Carvalho, 1991
- Chinamiris virescens Eyles & Carvalho, 1991
- Chinamiris viridicans Eyles & Carvalho, 1991
- Chinamiris whakapapae Eyles & Carvalho, 1991
- Chinamiris zygotus Eyles & Carvalho, 1991